# Deathfuckingcunt
Deathfuckingcunt (Eigenschreibweise: DeathFuckingCunt) ist eine australische Brutal- und Technical-Death-Metal-Band aus Perth, die 2007 gegründet wurde.

## Geschichte
Die Band wurde 2007 von dem Bassisten Brad Trevaskis und dem Gitarristen Tristan Gardiner gegründet. Ergänzt wurde die Besetzung durch den Sänger Blake Simpson und den Schlagzeuger Dan Grainger. Nach einem Demo und den ersten Auftritten erschien Anfang 2009 über Prime Cuts Music die Split-Veröffentlichung Split Roast zusammen mit Cuntscrape. Gadringer verließ 2012, nach den Aufnahmen zum Debütalbum, die Besetzung und wurde durch Ollie Morgan ersetzt. 2013 wurde über Prime Cuts Music das Debütalbum Ungodly Violation veröffentlicht.

## Stil
Timm von Metal.de schrieb zu Deathfuckingcunts Split-Beitrag, dass die Musik im Vergleich zu der von Cuntscrape zwar nicht weniger chaotisch, dafür aber schneller und technisch deutlich anspruchsvoller sei. Außerdem könne man im Vergleich noch so etwas wie Songwriting erkennen. Aufgrund des dumpfen Klangs könne man die Riffs jedoch kaum auseinanderhalten. Die Gruppe selbst nenne ihre Musik „Extra Defective Chromozonal Tech Slam“. Laut Gareth Jones von metalobsession.net ist auf Ungodly Violation eine Mischung aus Brutal- und Technical-Death-Metal im Stil von Necrophagist, Cannibal Corpse und Dying Fetus enthalten. Die Gruppe verzichte dabei auf innovative Elemente. Charakteristisch seien das technisch anspruchsvolle Spiel aller Instrumente, Blastbeats und ein vergleichsweise hoch abgemischter Bass. Vor allem das Bassspiel, das dem von Alex Webster nahe komme, halte die Lieder zusammen. Die Texte und Liedtitel würden an Cannibal Corpse und Suffocation, der technische Anspruch, die Spielgeschwindigkeit und die Brutalität an Dying Fetus, Origin und Fleshgod Apocalypse erinnern.

## Diskografie
- 2008: Got Sack? (Demo, Prime Cuts Music)
- 2009: Split Roast (Split mit Cuntscrape, Prime Cuts Music)
- 2013: Ungodly Violation (Album, Prime Cuts Music)